# 柳江大桥

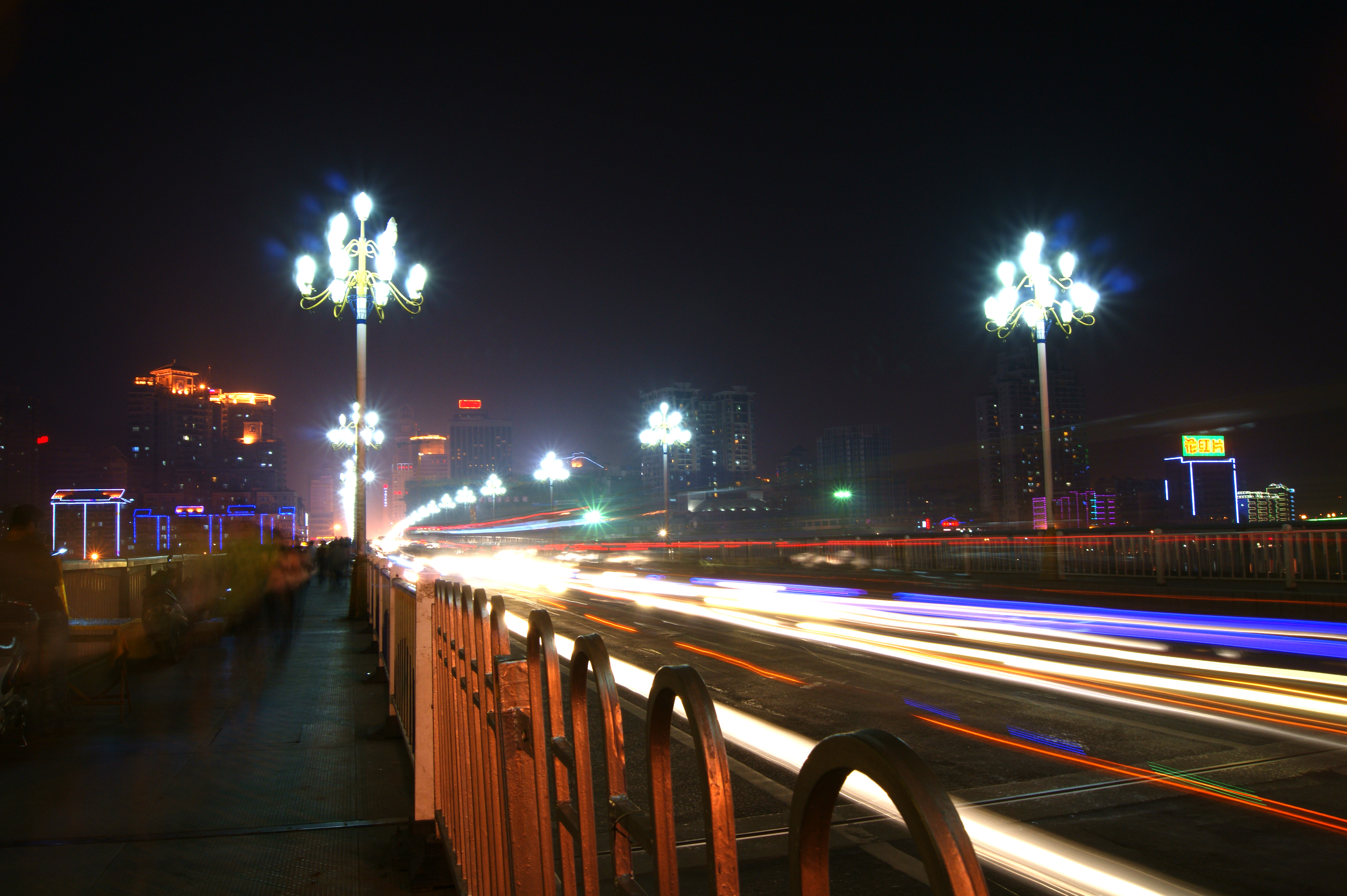
柳江大桥

柳江大桥位于广西柳州市中心，跨柳江而建。桥全长651.5米，建成于1968年12月26日。柳江大桥为T型悬臂加吊梁体系的预应力钢筋混凝土桥，分别连接柳江南北两岸的鱼峰路和龙城路。